# فيليب بوند (فنان قصص مصورة)
فيليب بوند (بالإنجليزية: Philip Bond)‏ هو فنان قصص مصورة بريطاني، ولد في 1966 في لانكشر في المملكة المتحدة.

## وصلات خارجية
- الموقع الرسمي